# Væggerløse Sogn
Væggerløse Sogn er et sogn i Falster Provsti (Lolland-Falsters Stift).
I 1800-tallet var Væggerløse Sogn et selvstændigt pastorat. Det hørte til Falsters Sønder Herred i Maribo Amt. Væggerløse sognekommune blev ved kommunalreformen i 1970 indlemmet i Sydfalster Kommune, der ved strukturreformen i 2007 indgik i Guldborgsund Kommune.
I Væggerløse Sogn ligger Væggerløse Kirke fra Middelalderen og Strandkirken fra 1959.
I sognet findes følgende autoriserede stednavne:
- Barholme (areal)
- Bruserup (bebyggelse, ejerlav)
- Bøtø (areal)
- Bøtø By (bebyggelse, ejerlav)
- Bøtø Nor (areal, ejerlav)
- Flatø (areal, bebyggelse)
- Hasselø (bebyggelse, ejerlav)
- Hasselø Plantage (bebyggelse)
- Højet (bebyggelse, ejerlav)
- Kalvø (areal)
- Laksenborg (bebyggelse)
- Marielyst (bebyggelse)
- Marrebæk (bebyggelse, ejerlav)
- Nykøbing Strandhuse (bebyggelse)
- Radbjerg (bebyggelse, ejerlav)
- Stovby (bebyggelse, ejerlav)
- Stovby Klit (bebyggelse)
- Væggerløse (bebyggelse, ejerlav)